# Didymoplexis verrucosa
Didymoplexis verrucosa är en orkidéart som beskrevs av J.L.Stewart och Hennessy. Didymoplexis verrucosa ingår i släktet Didymoplexis och familjen orkidéer.
Artens utbredningsområde är KwaZulu-Natal. Inga underarter finns listade i Catalogue of Life.